# Gulveer Singh
Gulveer Singh (* 1. Juni 1998 in Atrauli, Uttar Pradesh) ist ein indischer Leichtathlet, der sich auf den Langstreckenlauf spezialisiert hat. 2025 wurde er in Gumi Asienmeister über 5000 und 10.000 Meter.

## Sportliche Laufbahn
Erste internationale Erfahrungen sammelte Gulveer Singh im Jahr 2023, als er bei den Asienmeisterschaften in Bangkok in 13:48,33 min auf Anhieb die Bronzemedaille im 5000-Meter-Lauf hinter den Japanern Hyūga Endō und Kazuya Shiojiri gewann und über 10.000 Meter in 29:53,69 min den fünften Platz belegte. Ende September gewann er bei den Asienspielen in Hangzhou in 28:17,21 min die Bronzemedaille im 10.000-Meter-Lauf hinter dem Bahrainer Birhanu Balew und seinem Landsmann Kartik Kumar und zudem belegte er über 5000 Meter in 13:29,93 min den vierten Platz. Im Jahr darauf wurde er bei den Hallenasienmeisterschaften in Teheran im 3000-Meter-Lauf disqualifiziert und anschließend wurde er bei den Crosslauf-Weltmeisterschaften in Belgrad nach 30:07:43 min 43. im Einzelrennen. Im Oktober siegte er in 32:43 min bei den Crosslauf-Asienmeisterschaften in Hongkong und im Frühjahr 2025 stellte er indische Landesrekorde über 3000, 5000 und 10.000 Meter auf. Ende Mai siegte er dann in 28:38,63 min über 10.000 Meter bei den Asienmeisterschaften in Gumi und gewann über 5000 Meter mit neuem Meisterschaftsrekord von 13:24,77 min ebenfalls den Titel.
In den Jahren 2023 und 2024 wurde Singh indischer Meister im 5000-Meter-Lauf.

## Persönliche Bestzeiten
- 5000 Meter: 13:11,82 min, 28. September 2024 in Niigata
  - 3000 Meter (Halle): 7:38,26 min, 14. Februar 2025 in Boston (indischer Rekord)
  - 5000 Meter (Halle): 12:59,77 min, 21. Februar 2025 in Boston (Asienrekord)
- 10.000 Meter: 27:00,22 min, 29. März 2025 in San Juan Capistrano (indischer Rekord)